# Giennadij Smirnow
Giennadij Iwanowicz Smirnow (ros. Генна́дий Ива́нович Смирно́в, ur. 5 kwietnia 1903 w Riazaniu, zm. 28 lipca 1938) – radziecki polityk.

## Życiorys
W latach 1912–1919 uczył się w szkole realnej w Muromie, następnie  1919-1920 był członkiem komuny rolniczej we wsi Paszkowo w guberni symbirskiej, a w latach 1920-1921 instruktorem Komitetu Powiatowego Komsomołu w Ardatowie, następnie kierownikiem Wydziału Oświaty Politycznej Symbirskiego Komitetu Gubernialnego Komsomołu. Od lutego 1922 w RKP(b), między 1923 a 1924 kierownik Wydziału Agitacyjno-Propagandowego Komitetu Miejskiego RKP(b) w Symbirsku i jednocześnie wykładowca ekonomii politycznej gubernialnej radzieckiej szkoły partyjnej i fakultetu robotniczego, w latach 1924-1926 student Akademii Wychowania Komunistycznego im. N. Krupskiej. W latach 1926–1928 asystent Instytutu Ekonomii, między 1928 a 1929 członek Prezydium Najwyższej Rady Gospodarki Narodowej ZSRR i szef jej wydziału, w latach 1929-1930 pracownik moskiewskiej fabryki. Od 1930 członek zarządu, później zastępca przewodniczącego zarządu Sojuzkołchozbanku, kolejno między 1930 a 1934 członek Prezydium Państwowego Komitetu Planowania (Gospłanu) ZSRR i szef jego wydziału, w latach 1934-1937 zastępca przewodniczącego Gospłanu ZSRR - szef Zarządu Planowania Ogólnego Gospłanu ZSRR, od lutego do października 1937 szef Gospłanu ZSRR. Odznaczony Orderem Lenina.
17 października 1937 aresztowany, 28 lipca 1938 skazany na śmierć przez Wojskowe Kolegium Sądu Najwyższego ZSRR pod zarzutem udziału w kontrrewolucyjnej organizacji terrorystycznej i rozstrzelany. 14 marca 1956 pośmiertnie zrehabilitowany.